# Papi (langue)
Pour les articles homonymes, voir papi.
Le papi (ou baiyamo) est une langue papoue parlée en Papouasie-Nouvelle-Guinée dans la province de Sandaun.

## Sociolinguistique
bien que parlé par une population très réduite de 70 personnes, le papi est transmis aux jeunes générations et, de fait, n'est pas une langue menacée.

## Classification
Laycock et Z'Graggen (1975) rapproche le papi du suarmin et les incluent dans une famille de langues leonhard schultze, avec les langues walio. Ross (2005) suggère d'inclure le papi dans les langues sepik des collines. Hammarström met en avant le faible nombre de cognats entre les différents groupes de l'hypothèse de Laycock et Z'Graggen et considère le papi comme étant une langue isolée.

## Sources
- (en) Malcolm Ross, 2005, Pronouns as a preliminary diagnostic for grouping Papuan languages, dans Andrew Pawley, Robert Attenborough, Robin Hide, Jack Golson (éditeurs) Papuan pasts: cultural, linguistic and biological histories of Papuan-speaking peoples, Canberra, Pacific Linguistics. pp. 15–66.
- (en) Harald Hammarström, 2010, The status of the least documented language families in the world, Language Documentation & Conservation 4, pp. 177-212, University of Hawai’i Press.